# Rivière Sabascunica
La rivière Sabascunica est un affluent du littoral Est de la baie James. La rivière Sabascunica coule vers l'ouest dans la municipalité de Eeyou Istchee Baie-James, dans la région administrative du Nord-du-Québec, au Québec, au Canada. Elle est située au sud-est de la réserve de chasse et de pêche de Nouveau-Comptoir.

## Géographie
Les bassins versants voisins de la rivière Sabascunica sont :
- côté nord : la rivière Maquatua, rivière Sculpin ;
- côté sud : la rivière Clergue.

D'une longueur d'environ 87 km, la rivière Sabascunica prend sa source dans une zone marécageuse (altitude : 140 m) puis coule vers l'ouest jusqu'au lac Sapwayaskunikap que le courant traverse vers l'ouest. Puis la rivière coule  vers le sud jusqu'au fond d'une longue baie profonde ; cette baie est caractérisée par ses bâtures sur le littoral est de la baie James.
L'embouchure de la rivière Sabascunica est situé au sud-est du village de Wemindji, au nord de l'embouchure de la rivière du Peuplier.

## Toponymie
Le toponyme « Rivière Sabascunica » a été officialisé le 5 décembre 1968 à la Banque des noms de lieux de la Commission de toponymie du Québec.